# Gerolamo Vecciani
Gerolamo Vecciani (falecido em 1550) foi um prelado católico romano que serviu como bispo de Vulturara e Montecorvino (1542–1550).

## Biografia
No dia 18 de agosto de 1542, Gerolamo Vecciani foi nomeado bispo de Vulturara e Montecorvino durante o papado de Paulo III. Serviu como Bispo de Vulturara e Montecorvino até à sua morte em 1550. Enquanto bispo, foi o principal co-consagrador de Girolamo Gaddi, bispo de Cortona (1563).